# Srbac
Srbac (kyrilliska: Србац) är en ort i kommunen Srbac i Serbiska republiken i norra Bosnien och Hercegovina. Orten ligger vid floderna Sava och Vrbas sammanflöde, på gränsen till Kroatien. På andra sidan floden ligger orten Davor. Srbac hade 2 801 invånare vid folkräkningen år 2013.
Av invånarna i Srbac är 95,75 % serber, 0,96 % kroater, 0,75 % serber och 0,39 % ukrainare (2013).